# Andinobates daleswansoni
Andinobates daleswansoni es una especie de anfibio, de la familia Dendrobatidae de las ranas venenosas de dardo, endémica del municipio de Samaná (Caldas), en Colombia.
Vive entre la hojarasca del bosque húmedo entre los 1.800 y 2.000 m de altitud.
Mide en promedio 18,8 mm de longitud. Presenta una capucha color rojo rubí que cubre la cabeza, la nuca, los hombros y la parte superior de los brazos; los ojos son negros brillantes; el lomo presenta coloración de dorado a pardo y las partes inferiores sepias a acaneladas. Distinguible porque tiene el primer dedo del pie reducido y fundido con el segundo dedo del pie, por lo que presenta exteriormente solo cuatro dedos en los pies.